# Torre de David
A Torre de David, (em hebraico:  מגדל דוד, Migdal David, em árabe: برج داود, Burj Daud) é uma antiga cidadela localizada próxima à entrada do Portão de Jafa na Cidade Velha de Jerusalém. 
A cidadela que hoje se ergue data dos períodos mameluco e otomano. Foi construído no local de uma série de antigas fortificações dos períodos hasmoneu, herodiano, bizantino e muçulmano primitivo, depois de ter sido destruído repetidamente durante as últimas décadas de presença cruzada na Terra Santa por seus inimigos muçulmanos. Ele contém importantes achados arqueológicos que datam de mais de 2 500 anos, incluindo uma pedreira datada do período do Primeiro Templo, e é um local para eventos beneficentes, shows de artesanato, concertos e performances de som e luz.
Dan Bahat, um arqueólogo israelense, escreve que as três torres hasmonéias originais que estavam nesta área da cidade foram alteradas por Herodes, e que "a torre nordeste foi substituída por uma torre muito maior e mais maciça, apelidada de "Torre de Davi" a partir do século 5 d.C."  O nome "Torre de David" migrou no século 19 da torre herodiana no nordeste da cidadela, para o minarete do século 17 no lado oposto da cidadela, e depois de 1967 foi oficialmente adotado para toda a cidadela.

## Simbolismo Religioso
Na Ladainha Lauretana, um dos epítetos da Virgem Maria é Torre de David.